# Route 52 (Colombie-Britannique)
La Route 52, aussi connue comme la Heritage Highway, est une route de 243 km (151 mi) formant une boucle entre Arras, près de Dawson Creek, et Tupper, à la frontière entre la Colombie-Britannique et l'Alberta, via la communauté de Tumbler Ridge, 98 km (61 mi) au sud d'Arras et 145 km (90 mi) au sud de Tupper.
En plus de donner accès à Tumbler Ridge, la route 52 donne accès au Parc provincial et zone protégée de Bearhole Lake Provincial ainsi qu'au Parc provincial One Island Lake.
Un segment de la route de 36 km (22 mi) est en gravier et l'entièreté de la route présente de fortes inclinaisons et des virages serrés.

## Intersections majeures
| District régional | Ville         | km     | Destinations                                       | Notes |
| ----------------- | ------------- | ------ | -------------------------------------------------- | ----- |
| Peace River       | Arras         | 0,00   | BC-97 – Chetwynd, Dawson Creek, Fort St. John      |       |
| Peace River       | Tumbler Ridge | 98,51  | BC-29 – Chetwynd                                   |       |
| Peace River       | Tupper        | 242,91 | BC-2 – Dawson Creek, Fort St. John, Grande Prairie |       |
|                   |               |        |                                                    |       |